# John Burdon Sanderson Haldane
Pour les articles homonymes, voir Sanderson et Haldane.
John Burdon Sanderson Haldane est un généticien britannique, né le 5 novembre 1892 à Oxford et mort le 1er décembre 1964 à Bhubaneswar en Inde.

## Biographie

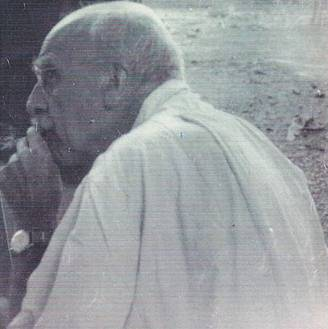
John Burdon Sanderson Haldane en 1964

Il est le fils de John Scott Haldane (1860-1936), physiologiste renommé. Il fréquente le New College d’Oxford de 1919 à 1922 où il obtient son Master of Arts. Il se marie avec Charlotte Franken en 1926. Il occupe un poste de lecteur en biochimie de 1923 à 1933. À partir de 1925 il dirige, en outre, à mi-temps, le département de génétique de l'institut horticole John Innes à Merton, poste qu'il occupe jusqu'en 1937. En 1933, il obtient le grade de professeur de génétique à l’Université de Londres, poste qu'il occupe de 1933 à 1937. Il est ensuite professeur de biométrie de 1937 à 1957. Il quitte la Grande-Bretagne pour l'Inde en 1957, et est enseignant-chercheur à l’Institut de statistique indien à Calcutta de 1957 à 1961. En 1962, il fonde un laboratoire de génétique et biométrie à Bhubaneswar, toujours en Inde, qu'il dirige jusqu'à sa mort en 1964. Après son divorce en 1945, il se remarie la même année avec Helen Spurway.
Haldane devient membre de la Royal Society en 1932, de la Genetical Society (qu’il dirige de 1932 à 1936) et membre honoraire de nombreuses académies des sciences dont celle de Moscou, Berlin, du Danemark, etc. Il entre dans la légion d'honneur en 1937, reçoit la médaille Darwin de la Société linnéenne de Londres en 1953 ainsi que la médaille d’argent Darwin-Wallace en 1958, la médaille Kimber de la National Academy of Sciences en 1961, le prix Antonio-Feltrinelli de l’Académie des Lyncéens.
Haldane est l’auteur de très nombreuses publications tant scientifiques que de vulgarisation. Considéré comme l'un des fondateurs de la génétique des populations avec Ronald Fisher et Sewall Wright, il s’intéresse à l’application des mathématiques aux espèces vivantes pour comprendre les phénomènes génétiques et l'évolution biologique. 
En tant que progressiste, il est partisan de l'eugénisme, et signera en 1939 le Manifeste des généticiens aux côtés de Julian Huxley et d'autres éminents biologistes. Ce texte prône un eugénisme « de gauche », où l’amélioration des conditions sociales est présentée comme la condition de la réussite et de l’efficacité d’une politique eugéniste sur le long terme. Il est l’auteur du concept d’ectogenèse (gestation du fœtus humain dans un utérus artificiel).
Il a été sollicité en 1940 pour introduire trois films documentaires produits par des scientifiques soviétiques, notamment Expériences de réanimation d'organismes dans lequel le russe Sergueï Brioukhonenko présente une machine permettant la circulation sanguine externe.
Il serait aussi à l'origine de la citation : « Dieu a une affection démesurée pour les coléoptères » (« God has an inordinate fondness for beetles ») compte tenu du nombre important d'espèces de ce groupe taxonomique sur Terre par rapport aux autres espèces.

## Quelques pronostics
Dans une conférence tenue en 1923, J.B.S. Haldane disait :
« Si une éolienne dans le jardin pouvait produire 50 kg de charbon par jour (or, elle peut produire l’équivalent en énergie), nos mines de charbon fermeraient dès demain. Personnellement, je pense que d’ici 400 ans, on aura peut-être résolu le problème de l’énergie en Angleterre de la façon suivante : le pays sera recouvert de rangées d’éoliennes de métal, entraînant des moteurs électriques qui eux-mêmes fourniront un courant à très haute tension à un grand réseau électrique. De grandes centrales judicieuses espacées utiliseront le surplus d’énergie des périodes venteuses pour effectuer la décomposition électrolytique de l’eau en oxygène et en hydrogène. Ces gaz seront liquéfiés et stockés dans de vastes réservoirs à double paroi sous vide, probablement enterrés. (…) Par temps calme, les gaz seraient recombinés dans des moteurs à explosion reliés à des dynamos pour récupérer de l’électricité ou, plus probablement, dans des piles à combustibles. »
Dans cette même conférence, il anticipait aussi un large essor de la rapidité des moyens de communication, sans évoquer de forme particulière, mais en se basant sur la limite théorique de la vitesse des ondes électromagnétiques : « Nous avançons vers une situation où deux personnes prises au hasard sur Terre pourront être pleinement présentes l’une à l’autre en moins d’un vingt-quatrième de seconde. »
Il évoquait également la traite électrique des vaches, l'eugénisme, l'ectogenèse...

## Quelques publications
- 1923 - Daedalus or, Science and the Future (trad. fr. Dédale & Icare, éd. Allia, 2015  (ISBN 978-2-84485-977-8)), un essai d'anticipation qui inspirera à Aldous Huxley Le Meilleur des mondes (1932) où il reprend le concept d’ectogenèse.
- 1924 - A mathematical theory of natural and artificial selection. Part I
- 1927 - Animal Biology
- 1928 - Possible Worlds and Other Essays
- 1928 - On Being the Right Size
- 1930 - Enzymes
- 1932 - The Inequality of Man
- 1932 - The Causes of Evolution[4]  (ISBN 0-691-02442-1)
- 1933 - Science and the Supernatural: A correspondence between Arnold Lunn and J. B. S. Haldane
- 1934 - If...
- 1934 - Human Biology and Politics
- 1937 - My Friend Mr. Leakey (children's story)
- 1937 - A Dialectical Account of Evolution
- 1937 - The linkage between the genes for colour-blindness and haemophilia in man. Julia Bell; J. B. S. Haldane
- 1938 - The Marxist Philosophy and the Sciences
- 1938 - Heredity and Politics (trad. fr. Hérédité et politique, éd. PUF, 1948)
- 1938 - Reply to A.P. Lerner's Is Professor Haldane's Account of Evolution Dialectical?
- 1939 - Preface to Engels' Dialectics of Nature
- 1939 - From The Marxist Philosophy and the Sciences
- 1940 - Lysenko and Genetics
- 1940 - Why I am a Materialist
- 1941 - The Laws of Nature
- 1941 - New Paths in Genetics
- 1949 - What is Life?
- 1954 - The Origin of Life
- 1954 - Biochemistry of Genetics
- 1957 - The cost of natural selection
- 1963 - Little Science, Big Science

## Source
- Allen G. Debus (dir.) (1968). World Who’s Who in Science. A Biographical Dictionary of Notable Scientists from Antiquity to the Present. Marquis-Who’s Who (Chicago) : XVI-1855 p.
- Simon Gouz, Biographie d'une vision du monde : Les relations entre science, philosophie et politique dans la conception marxiste de J.B.S. Haldane, thèse 2010
- JBS Haldane, Simon Gouz, Biologie, philosophie et marxisme. Textes choisis d’un biologiste atypique, Éditions Matériologiques, 2012
- Simon Gouz, Préface de Jean Gayon, J.B.S. Haldane, la science et le marxisme - La vision du monde d’un biologiste, Éditions Matériologiques, 2012